# Ауда ибу Тайи
Ауда бан Харб аль-Або Сеид аль-Мазро аль-Тамаме ибу Тайи, он же Ауда абу Тайи (араб. عودة أبو تايه‎) (1874? — 1924) — вождь (шейх) одного из родов бедуинского племени Ховейтат (Ховайтат) во время Великого арабского восстания в годы Первой мировой войны. Жил на территории современной Иордании. Ауда был выдающейся фигурой арабской революции; за пределами Иордании он известен по описаниям полковника Лоуренса («Семь столпов мудрости») и по фильму «Лоуренс Аравийский».

## Племя Ховайтат
Лоуренс отмечает, что племя Ховайтат прежде было под властью клана Рашид, амиров Хаиля, но затем распалось на части и Ауда возглавил одну из частей, абу Тайи. Ауда наследовал своему отцу, Харбу абу Тайи (-1904), который боролся за власть в племени против Арара ибн Джази. Ауда и его конкурент Абтан (родственник Арара) приучили оседлое племя к набегам, что улучшило атмосферу в племени, но сделало бывших оседлых фермеров кочевниками. У племени начались трения с турецкой администрацией, особенно после 1908 года, когда были убиты два солдата, пришедшие за сбором налогов. Ауда утверждал, что налог он уже уплатил.

## Арабское восстание
Бойцы племени Ауды заслужили репутацию лучших воинов пустыни, поэтому их участие было жизненно необходимо для арабского восстания. Ауда изначально считался подданным Османской Империи, но он отказался от него и перешёл на сторону Лоуренса и короля Фейсала.
Воодушевленный изгнанием турок из Аравии и соблазненный перспективой военной добычи, Ауда присоединился к арабскому восстанию и стал активным борцом движения за независимость — вплоть до того, что выбил себе молотком искусственный турецкий зуб для демонстрации своего патриотизма. Турки несколько раз предлагали ему деньги за переход на их сторону, но Ауда сдержал данное Лоуренсу слово. Он и его племя были главной ударной силой в Акабском сражении в июле 1917 года и во взятии Дамаска в октябре 1918. Лоуренс пишет, что он сам придумал атаку Акабы с суши чтобы застать гарнизон врасплох, но фактически идея принадлежала Ауде. Впоследствии Лоуренс писал, что «Только с помощью Ауды нам удалось обратить энтузиазм племен от Маана до Акабы в свою пользу настолько, что они впоследствии помогли нам отобрать у турецких гарнизонов Акабу и окружавшие её холмы. Только при его активной поддержке мы могли решиться двинуться из Веджа в долгий путь на Маан. С самого Янбо мы пытались завоевать его для нашего дела.»

## Ауда в описании Лоуренса
Одевался Ауда очень просто, на северный манер — в белый хлопчатобумажный бурнус с красным мосульским головным платком. Ему могло быть за пятьдесят лет, чёрные волосы уже были тронуты сединой, но он все ещё был силен и прям, ладно скроен, худ и деятелен, как юноша. Морщины и впадины делали его лицо величественным. На этом лице было написано, как смерть любимого сына в бою под Аннадом окрасила печалью всю его жизнь, покончив с мечтой о сохранении в будущих поколениях величия имени Абу Тайи. Его большие выразительные глаза могли поспорить цветом с дорогим чёрным бархатом, лоб — низкий и широкий, очень высокий и резко очертанный нос с властной горбинкой. Подвижный рот был великоват, борода и усы подстрижены в стиле ховейтат, с подбритой снизу нижней челюстью.

## В кино и литературе
В фильме Дэвида Лина «Лоуренс Аравийский» роль Ауды исполнил Энтони Куинн.